# Jazz de Chile

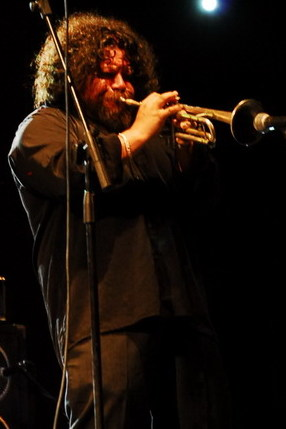
Fotografía del trompetista Cristián Cuturrufo en 2008.

El jazz es un género musical origen afroestadounidense que llegó a Chile a partir de la década de 1920 y desde entonces ha tenido una presencia permanente en la música chilena.

## Historia

### Primer contacto con la música afroestadounidense en Chile
El primer contacto documentado en Chile con la música afroestadounidense fue en 1860, con la llegada de un grupo minstrels llamados Ethiopian Serenaders que se presentaron en Valparaíso, un conjunto que hacía blackface, es decir artistas blancos que se pintaban la cara de negro e imitaban a la población afroestadounidense, estos artistas cantaban espirituales negros; fueron llamados por la prensa de la época como los cantores africanos, contacto ocurrido durante la llamada prehistoria del jazz.

### Primeros años (1920-1940)

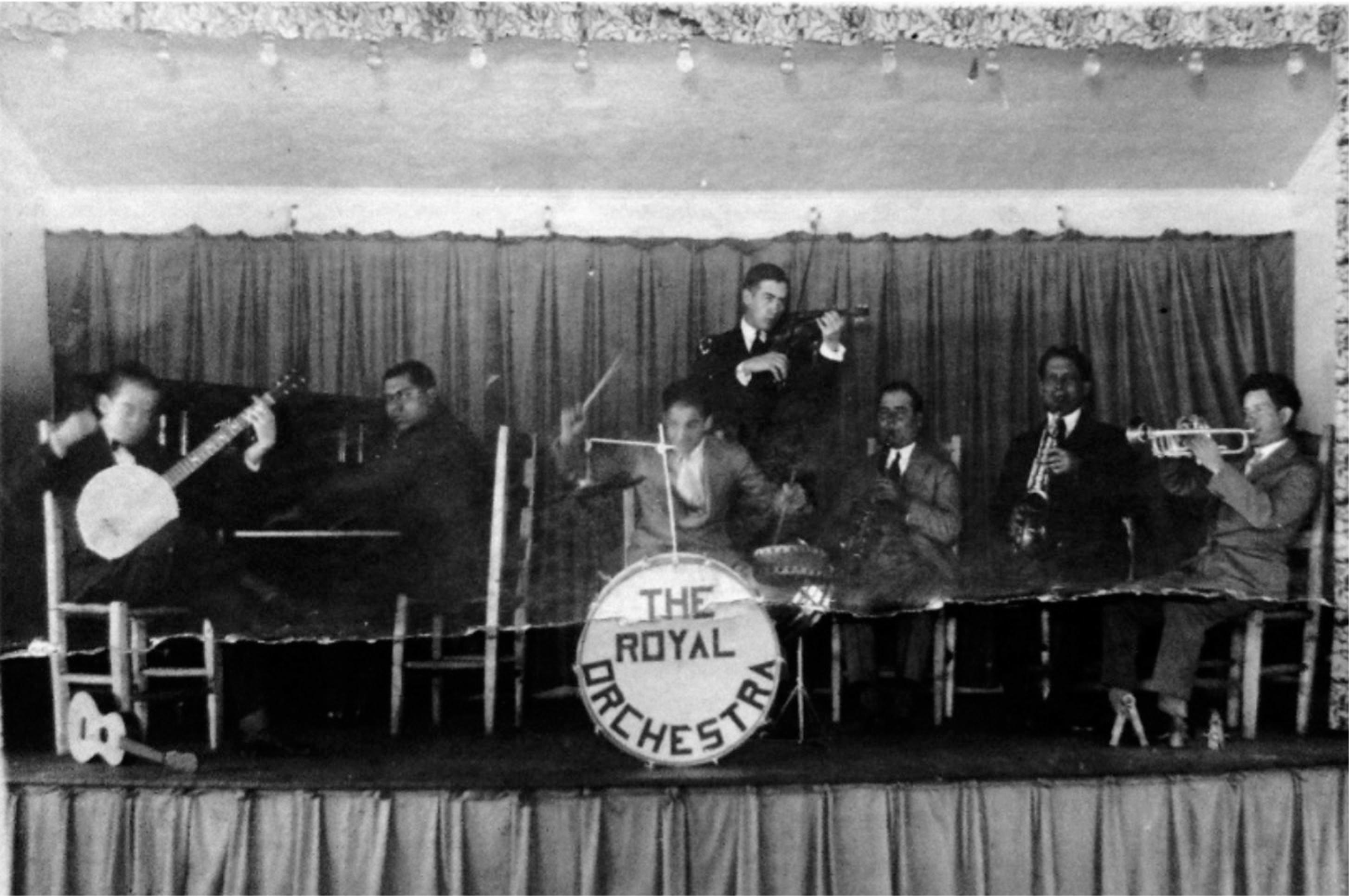
The Royal Orchestra dirigida por Pablo Garrido en 1925.

Los orígenes del jazz en Chile se remontan a la década de 1920. Marineros estadounidenses que llegaban a Valparaíso traían consigo discos de música, los cuales se difundían en bares, prostíbulos y otros locales nocturnos, permitiendo que la población local conociera esta música proveniente de Estados Unidos. En 1924, en Valparaíso, el violinista y director de orquesta Pablo Garrido, junto con la que se considera la primera orquesta de jazz en Chile, la Royal Orchestra, se presentó por primera vez, marcando el inicio del jazz en el país. Hecho que coincidió con los inicios de radiodifusión en Chile, la masificación de la música popular a través de los discos de 78 RPM, y el nacimiento del cine sonoro. Estos hitos hicieron del jazz un género musical muy popular con sus bailes como charlestón, el one-step, el shimmy y el foxtrot. La primera grabación discográfica de un artista chileno fue en 1926, el shimmy "I tenía un lunar" grabado por José Bohr y en 1929, Juan Santiago Garrido grabaría el shimmy "La estrella" en Buenos Aires, Argentina.

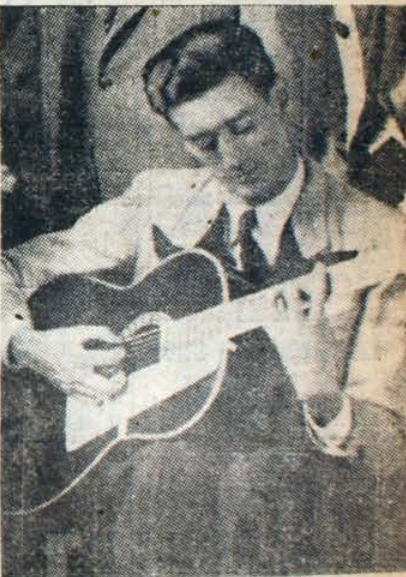
Fotografía del guitarrista Luis Silva de 1939

Este período inicial, en el que el jazz fue un género masivo y popular tanto para cantar como para bailar, se extendió hasta fines de la década de 1940, con una presencia notable en salones de baile, salones de té, auditorios radiales, grabaciones discográficas y publicaciones de partituras.  En estos años las orquestas de baile, conocidas popularmente como "La jazz", tenían un repertorio bailable latinoamericano con ritmos como la rumba, la conga y la samba, además de un repertorio de música estadounidense.Los directores que orquesta destacados de esta época son Buddy Day, Isidro Benítez, Antonio La Manna y Bernardo Lacasia; instrumentistas como el trompetista Luis Aránguiz, el saxofonista Mario Escobar, el baterista Víctor "Tuco" Tapia  y el guitarrista Luis Silva (futuro miembro de los Perlas). En estos años el jazz se bailaba bajo la denominación genérica de swing y se cantaba bajo la denominación de jazz melódico, se interpretaba con todos los arreglos orquestales escritos sin improvisación.

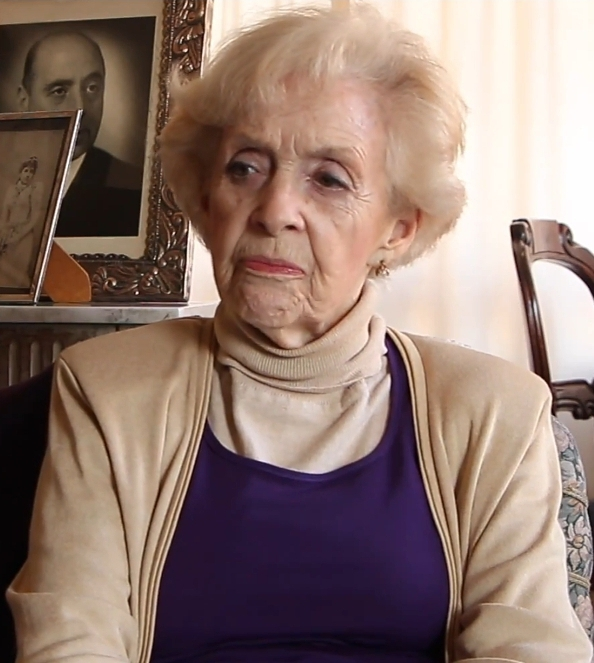
La cantante y actriz Carmen Barros, fue una importante Lady crooner, se presentaba bajo el pseudónimo artístico de Marianela.

La música llegaba desde Estados Unidos por medio de los sellos discográficos RCA y Columbia, los cuales exportaban el jazz como un símbolo de cultura estadounidense a todo el mundo, la grabación discográfica permitía la masificación de la música. Todo esto se vio reforzado por el cine sonoro de Hollywood, en cuyas películas aparecían las orquestas de jazz del momento, como las de Benny Goodman, Duke Ellington o Count Basie. Para el público local, uno de los aspectos más impactantes eran las escenas de improvisación de los artistas.
Las mujeres en estos años quedan relegadas al canto, las cuales transitan desde un modelo español llamado cuplé, a uno modelo francés llamado vedette, finalizando al modelo estadounidense llamado lady crooner,De este primer modelo se pueden mencionar a Mercedes Orrego, Amelia Palma de Pérez, Aurora Peris, quienes también componían y escribían canciones,el segundo modelo recibió influencias de la vedette estadounidense nacionalizada francesa Joséphine Baker que visitó el país en tres ocasiones como parte de sus giras artísticas.El tercer modelo de cantantes de jazz,  de las lady crooner en su mayoría mujeres con estudios de canto lírico, destacaban Mirella Latorre (que se presentaba con el seudónimo artístico de Dixie Lane), Carmen Barros (Marianela), Kerry Keller (denominada la reina del jazz chileno), Malú Gatica. Dolores Díaz (Doris Day) las hermanas Budge de Ferrari (The Humming Birds) Teresa Orrego Salas, Elly Morgan y Gladys Ocampo.

### Madurez (1940-1970)

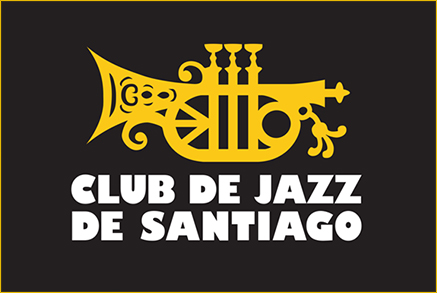
Logo del Club de Jazz de Santiago

A fines de la década de 1940, el jazz pierde su masividad en Chile por la popularización de otros géneros sobre todo los procedentes desde el Caribe como el mambo y el bolero. El jazz se vuelve un género más maduro, impulsado por aficionados, coleccionistas de discos y amantes de la música, a partir de esta década el estilo dominante es el hot jazz, género que se caracteriza por el fraseo, la entonación, la ejecución rítmica llamada swingy, con alternancia de improvisaciones.  Uno de los hitos más importante para esta transición a un género menos masivo y más de nicho fue la creación del Club de Jazz de Santiago (CJS) en 1943, y la posterior creación de club de aficionados al jazz en Concepción (1944), Valparaíso (1954), Los Ángeles (1957) y Temuco (1961). En este club de aficionados al jazz se realizaban charlas de difusión, audiciones y jam sessions. Nace bajo el alero del Club de Jazz de Santiago, Los Ases Chilenos del Jazz, una especie de superbanda de artistas destacados de cada instrumento cuyos miembros eran escogidos en los socios del club, experiencia se produjo en 1943, 1944 y 1945; este conjunto bajo el alero del Club de Jazz de Santiago realizó de los primeros registros fonográficos de jazz en Chile.El club también tuvo un programa radial desde 1944 y una revista llamada Música Hot para los socios del club.  Entre los nombres destacados de este período fueron José Luis Córdova, Domingo Santa Cruz Morla y José Hosiasson, además de bandas formadas por aficionados como Retaguardia jazz band, Santiago Stompers y Chicago Blue Star.

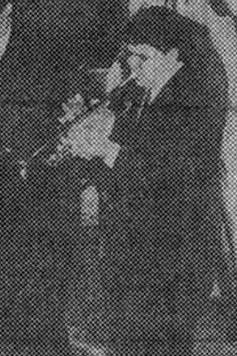
Imagen del trompetista chileno-uruguayo Daniel Lencina

A partir de la década de 1950 comienza a llegar a Chile lo que se denominó jazz moderno, término que abarcaba estilos como el bebop, el cool jazz, el hard bop y el free jazz, separando a los grupos de fanáticos entre los partidarios del jazz tradicional y los partidarios del jazz moderno, produciendo en 1960 que el Club de Jazz de Santiago la división en dos, acordando dejar el primer piso para los tradicionalistas y el segundo para los modernistas. Entre las figuras destacadas de este período jazz moderno se encontraban los pianistas Omar Nahuel, Roberto Lecaros y Mariano Casanova, el saxofonista Patricio Ramírez, quienes desarrollaron fundamentalmente bebop y hard bop. A mediados de la década de 1960 aparece la influencia free jazz en la escena chilena, siendo Manuel Villarroel su principal figura, generando un grupo que desarrolló improvisaciones atonales, artista que años después se radicó en Francia, continuó con proyectos de avant-garde como la orquesta Machi-Oul, una especie de big band de free jazz.
Las grandes cantantes de jazz de este período son  Luz Eliana (llamada la "Ella Fitzgerald chilena"), Rita Góngora (llamada la "Billie Holiday chilena"),  Inés Délano y Nelly Sanders.

### La Fusión (1970-1990)

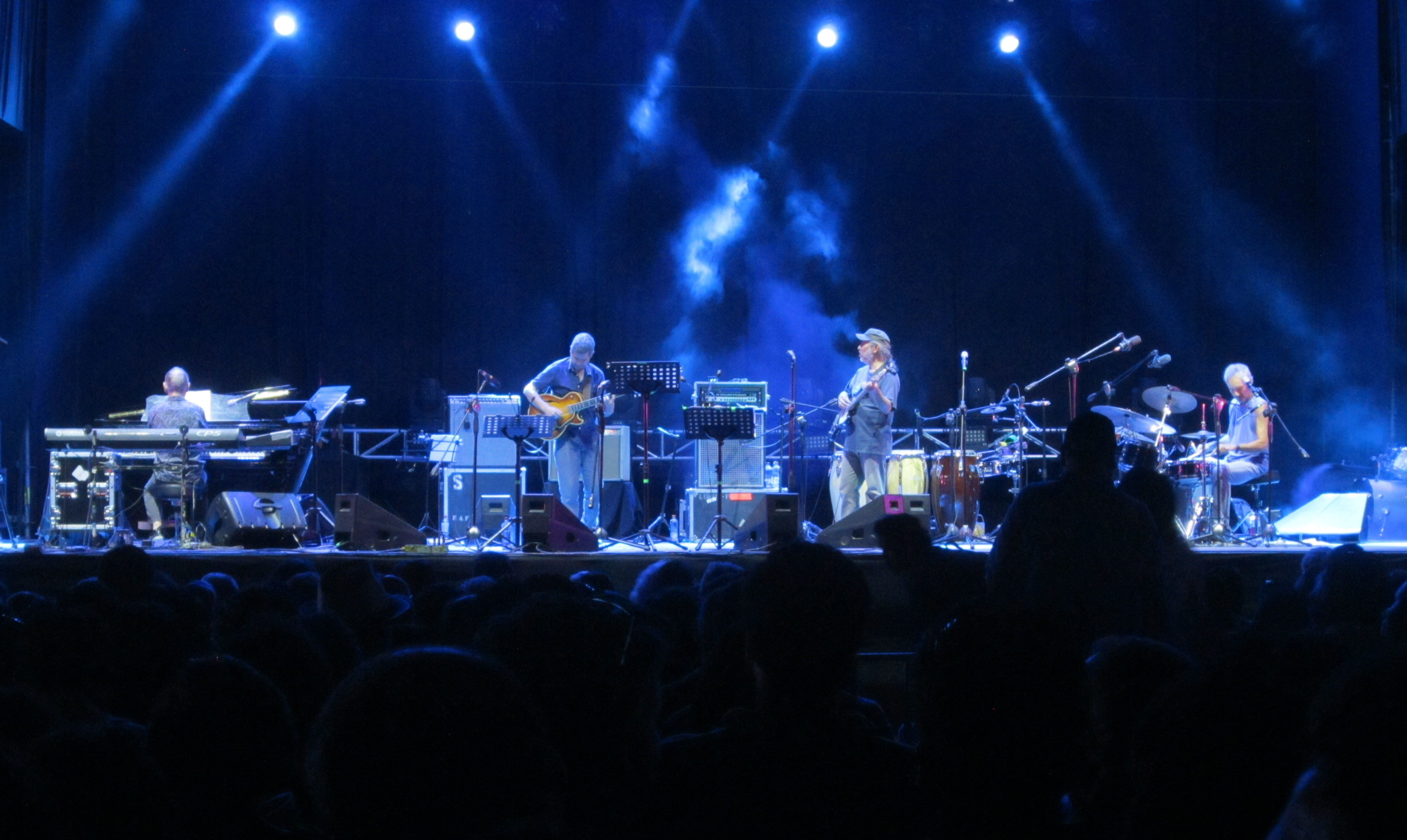
Banda la Marraqueta en 2017

A principios de la década de 1970 aparece el jazz eléctrico siendo el iniciador de ese estilo en Chile, el bajista Enrique Luna, quien creó la banda Fusión junto con el trompetista uruguayo Daniel Lencina, el saxofonista boliviano, David Estanovich, el baterista Orlando Avendaño, el tecladista Mario Lecaros y el percusionista Santiago Salas. Otra agrupación destacada del jazz eléctrico fue Aquila liderada por el vibrafonista Guillermo Rifo y fundada en 1974.
El 11 de septiembre de 1973, comienza la dictadura militar en Chile, lo que supuso el cierre de espacios, persecución a disidentes, a ideas asociadas a la izquierda política y toque de queda, lo que supuso un duro golpe para la escena artística chilena, incluido el jazz. En el caso específico del jazz se relegó a unos pocos locales nocturnos y a los clubes de jazz que resolvieron sus distancias entre tradicionalistas y modernos. También produjo un retraso en la fusión del jazz con sonidos tradionales del folclore chileno, por la persecución a la música de muchos artista de ideas de izquierda. Pero estos inconvenientes no impidieron que se llevaran a cabo algunos fusiones entre el jazz y la música tradicional, como la fusión entre el jazz y música de la zona central de Chile en la agrupación Hindemith 76, liderada Guillermo Rifo, creada a mediados de la década de 1970, bajo el amparo de Pontificia Universidad Católica de Chile, y Rifo continuó con sus trabajos de fusión con la agrupación Latinomúsicaviva. 
En la década de 1980, bandas ligadas a la fusión  que formaron parte del movimiento denominado fusión latinoamericana, que incorporaron elementos de jazz como Fulano y la Congreso.
Otro artista destacado de esta época es el bajista y compositor Pablo Lecaros, líder de las agrupaciones Cometa y La Marraqueta, con Cometa sirvió de banda de apoyo para el disco Enlaces de Isabel Parra, acompañado del guitarrista Ángel Parra y el baterista Pedro Greeney en 1992 Lecaros y Greene junto al tecladista Andrés Pollack crean La Marraqueta. En este período destaca además las figuras el trompetista Cristián Cuturrufo y el baterista Francisco Molina.

### SigloXXI

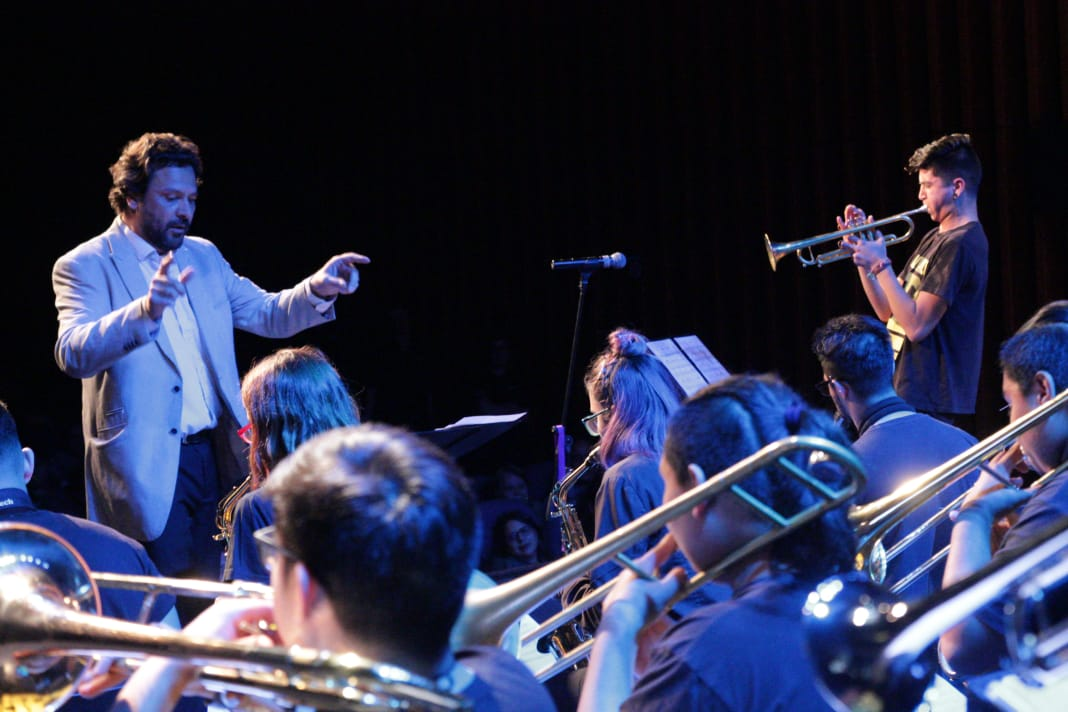
Imagen de 2019 de la Conchalí Big Band

El jazz chileno del siglo XXI se distingue por una amplia gama de estilos y fusiones, que van desde el jazz electrónico hasta la fusión latinoamericana, por ejemplo All Jazzera, una banda que mezcla jazz con funk, rock, rap u elementos de la música mapuche.
Una agrupación destacada es la Conchalí Big Band, una agrupación infantil y juvenil, creada en 1994 por el maestro Fernando Rosas, esta agrupación que ha formado a una parte importante de la generación de jazz como a los saxofonistas Agustín Moya, Andrés Pérez, Cristián Gallardo, a los trombonistas Marcelo Maldonado y Alfredo Tauber, al trompetista Juan Pablo Salvo, al contrabajista Cristián Orellana, con unos 50 exmiembros de esta banda actualmente músicos profesionales, entre estos agrupaciones como Santiago Downbeat y Mapocho Orquesta.

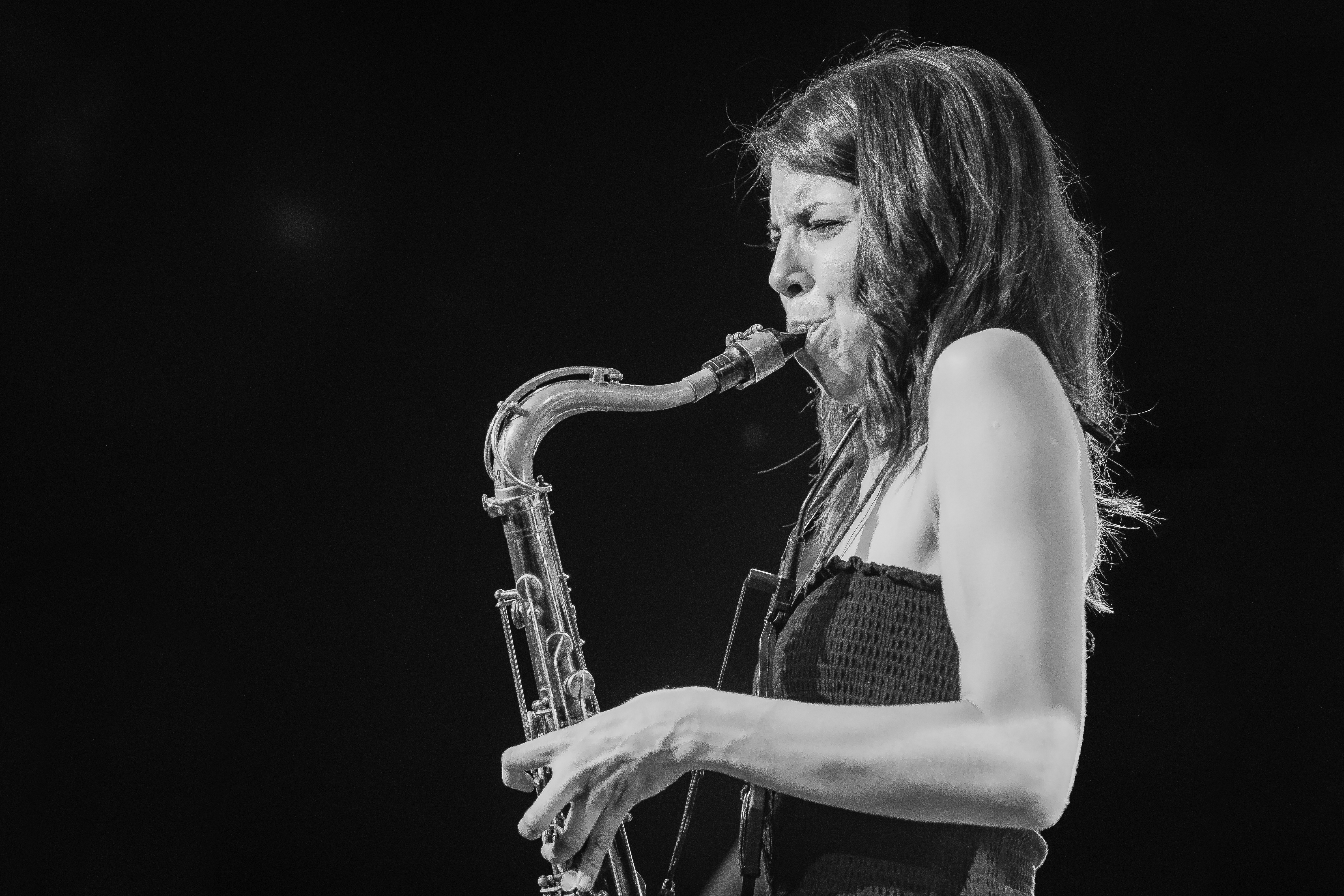
Melissa Aldana en el año 2022.

Las mujeres adquieren mayor protagonismo en el jazz, había muy poca presencia de instrumentista, pudiendo destacar en la década de 1980 y 1990 a la saxofonista Amelia Wenborne, la contrabajista Alejandra Santa Cruz y a la pianista Carmen Paz González, siendo las primeras destacadas solistas y la última una de las primeras en ocupar lugares destacados en bandas conducidas por hombres.A partir del nuevo siglo destacan instrumentistas como la saxofonista Melissa Aldana que ha realizado una carrera destacada en Nueva York, siendo nominada a los premios Grammy en 2020 en la categoría Mejor solo de jazz improvisado, considerada en el año 2022 por la revista especializada de jazz Downbeat, la sexta mejor saxofonista tenor de jazz viva en el mundo; otra instrumentista destacada es la guitarrista Camila Meza  que desde 2009, quien también realizando una carrera destacada en Nueva York;y la trombonista Paulette Buera.También en este período han sido destacado por vocalistas como Claudia Acuña, Paz Court, Nicole Bunout, Natacha Montory, Natalia Ramírez, Thais Marie y Antonella Sigala. Además de bandas completamente femeninas como Confluencia, Mousso y The Carmeners.Incluso existe un festival exclusivo para exponentes femeninos llamado Bandada, realizado en Castro, Chiloé.
Un subgénero que se ha vuelto popular en este período es el denominado jazz guachaca (también llamado huachaca), es un estilo creado a mediados de siglo XX por Roberto Parra que mezcla elementos del "jazz manouche" de Django Reinhardt, junto con otros de la cueca, tango, bolero, corrido y foxtrot, bautizado así por el hermano de Roberto, el poeta Nicanor Parra, palabra asociada a lo ordinario y de baja clase. En la década de 1990 la palabra fue reivindicada por Dióscoro Rojas y el grupo de los guachacas, mientras que la obra de Roberto Parra fue popularizada gracias a la obra de teatro La negra Ester y al grupo de rock Los Tres.En el nuevo siglo varios grupos han cultivado el jazz guachaca como De Perilla, Gypsy Trío, Golosa la Orquesta, Los Sobrinos de la Villa, The Carmeners, Los Temibles Sandovales, La Nueva Imperial y  Los Guarisnaques.

## Eventos y festivales
- Festival Internacional Providencia Jazz[52]
- Festival Internacional de Jazz de Puerto Montt[53]
- Festival Chile Jazz[54]
- Festival Jazz Chileuropa[55]
- Festival Insular de Mujeres en el Jazz, Bandada.[41]